# Materialtonleiter
Eine Materialtonleiter ist der stufenmäßig (im Sinne einer Tonleiter) angeordnete Tonvorrat eines Tonsystems, aus dem durch Auswahl sogenannte Gebrauchstonleitern gewonnen werden. Die wichtigste  Materialtonleiter des westlichen Kulturkreises ist die chromatische Tonleiter, aus der als Gebrauchstonleitern z. B. die Dur- und Molltonleitern ausgewählt werden. In anderen Musikkulturen finden sich andere Materialtonleitern, wie etwa in der chinesischen Musik die zwölf Lü (die mit der chromatischen Tonleiter nur ungefähr übereinstimmen) oder in der indischen Musik die Shrutis. 